# Kunibert Becker
Kunibert Becker (* 1934 in Breslau; † 2001) war Bürgermeister der Stadt Werl von 1994 bis 1996.
Er war Mitglied der CDU. Von 1957 bis 1959 war  Becker Stadtverbandsvorsitzender der Jungen Union.
Bei einer Abstimmung im Kreistag des Kreises Soest beschloss der Kreistag die Aufnahme einer Partnerschaft mit dem Kreis Groß Strehlitz. Die einzige Gegenstimme kam von Becker.